# Вэрик
«Вэрик» (англ. Varick) — картина американского художника Алекса Каца (по названию нью-йоркской улицы в районе Трайбека—Сохо на Манхэттене).
На широком полотне в черноте ночи видна лишь линия из шести освещённых окон, предположительно какого-то офисного здания или промышленного концерна. Кроме них, на картине нет больше ничего. Пять окон расположены в ряд, а крайнее правое под углом к ним, на другой стороне здания. В каждом из окон видны ртутные лампы, некоторые из окон освещены ярче других. Разница освещения позволяет предположить, что за окнами находится несколько помещений. Можно подумать, что кто-то один, или, может быть, несколько человек работают внутри офиса. Но что же является главным предметом этой картины — окна или ночная тьма? Что важнее — маленькая вспышка человеческой деятельности или необъятная темнота, окружающая её? Мир огромен и полон неизвестности, а промышленная и научная деятельность так мала в нём. Кац не даёт ответов.